# بيل هوبز
بيل هوبز (بالإنجليزية: Bill Hobbs)‏ هو مجدف أمريكي، ولد في 30 يوليو 1949 في بونس، بورتوريكو في الولايات المتحدة.

## وصلات خارجية
- بيل هوبز على موقع الاتحاد الدولي للتجديف (الإنجليزية)
- بيل هوبز على موقع اللجنة الأولمبية الدولية (الإنجليزية)
- بيل هوبز على موقع أوليمبيديا (الإنجليزية)